# ديفيد إدواردز (لاعب كريكت)
ديفيد إدواردز (بالإنجليزية: David Edwards)‏ (18 أغسطس 1805 في المملكة المتحدة - 24 سبتمبر 1850) هو لاعب كريكت بريطاني (وحمل سابقاً جنسية المملكة المتحدة لبريطانيا العظمى وأيرلندا). لعب مع Cambridge Town Club ‏.